# Fertrève
Fertrève is een gemeente in het Franse departement Nièvre (regio Bourgogne-Franche-Comté) en telt 122 inwoners (2009). De plaats maakt deel uit van het arrondissement Nevers.

## Geografie
De oppervlakte van Fertrève bedraagt 22,2 km², de bevolkingsdichtheid is 5,0 inwoners per km².
De onderstaande kaart toont de ligging van Fertrève met de belangrijkste infrastructuur en aangrenzende gemeenten.

## Demografie
Onderstaande figuur toont het verloop van het inwonertal (bron: INSEE-tellingen).